# 聯合國安全理事會第666號決議
聯合國安全理事會第666號決議，于1990年9月13日通過。決議回顧第661号决议和第664号决议，集中討論了关于在伊拉克和科威特的人道主義局勢和外國國民的拘留问题，决定让在第661号决议中设立的特别委员会审查伊拉克和科威特的食品供应情况，以確定人道主义需求是否出現，並不斷检视有關情況。與此同時，安理会敦促伊拉克遵守相关國際法，包括日內瓦第四公約，履行对第三国国民所负的义务。
隨後，安理會要求秘書長緊急整理在伊拉克和科威特的可用食品的供应信息，将其提供給安全理事會下辖的特别委員會。如果人道主義局勢出現问题的端倪，安理會会立即进行討論，并通過其他國際組織，如国际红十字会，对相关国家和地区进行支援。最後，決議指出，会嚴格監管由政府和其他人道主義组织出口到伊拉克和科威特的醫療用品。
该决议以13票赞成獲得通過，古巴和也门投票反對該決議。古巴指出，相关决议已经违反了《日内瓦公约》。